# Ескимка Ења
Ескимка Ења је 11. епизода стрип серијала Кен Паркер објављена У Лунов магнус стрипу бр. 460. Изашла је у мају 1981. године. Епизода је имала 93 странице и коштала је 18 динара (1,15 DEM; 0,53 $). 

## Оригинална епизода
Премијерно, епизода је објављена је Италији у априлу 1978. године под насловом Il popolo degli uomini (Народ људи). Епизоду је нацртао Бруно Марафа (ово је његова друга епизода Кен Паркера), а сценарио написао Ђанкарло Берарди. Коштала је 400 лира (0,95 DEM; 0, 47 $).

## Кратак садржај
Радња се дешава у лето 1873. године. Након што су их на крају претходне епизоде (ЛМС-454) спасили Ескими, Кен и Нанук почињу да живе у ескимском селу. Епизода углавном описује животне обичаје и културу Ескима — удварање, право на жену, старост и смрт — уз повремено Кеново учешће.
Кулминација долази на самом крају епизоде када Кен, Јолу и Ења саоницама долазе у близину варошице Дирлејн на Аљасци, и Јолу, из чисте забаве, купује пиштољ и убија дилера оружјем. У намери да га заштити, Кен га шаље саоницама назад у село и преузима кривицу за убиство на себе.

## Значај епизоде
Епизода подсећа на ЛМС-428 у којој је Кен живео са индијанцима. Уочљиво је да се проблем освајања жене разрешава на исти начин као и код индијанаца — у оба случаја, право на жену произилази из права јачег, а жена се након тога третира као приватна својина. (Јоло добија право на Ењу након што је савладао Амарока у тучи.)

## Трагедија колективне својине
Настављајући се на тему из ЛМС-449, Берарди и овде обрађује проблем неумереног коришћења колективне својине. У лову на фоке (којим почиње епизода), ексимски ловци намерно заобилазе једно острво с фокама на којима се налазе само женке. Разлог је што се женки има мало и споро се размножавају. Разуме се, као и у случају општег примера трагедије колективне својине, овакав начин разумног опхођења према колективном добру могућ је само уколико се спречи хватање кривина (могућност да ловци лове фоке појединачно, што на крају доводи до истребљења фока). Стога ексимски ловци увек иду заједно у лов.

## Старост
Након ЛМС-449, ово је још једна епизода у којој се старост и умирање третира као важан део приче. Ексимски однос према старости у складу је са општим принципом по коме се славе само доласци, док су одласци тужни, па ”не треба примећивати када неко оде.” На крају епизоде Ењина мајка одлази да умре тако што је Јолу оставља саму на ледини док се не смрзне. Кен је шокиран овим поступком, и реагује на сличан начин као у ЛМС-454 када Чејз предлаже да се, због недовољне физичке способности, група отараси његове супруге и Нанука.

## Основни подаци
Епизода је објављена у Лунов магнус стрипу бр. 460 који је изашао 1981. године. Имала је 91 страну. Свеска је коштала 18 динара. Насловна страна је комбинација два кадра из епизоде, и представља вероватно једну од најружнијих страна у историји Лунов магнус стрипа. Насловницу за ову странцу нацртао је Бранислав Керац, али је она (вероватно грешком) објављена у ЛМС-439.

## Цензура
И ова епизода је цензурисана на неколико места (има укупно 5 страна мање од оригиналне). Најгрубља цензура извршена је између страна 82. и 83. у којима Јолу оставља Кена и Ењу насамо у иглоу како би заједно ”отпочели игру” (водили љубав). Кен бежи из шатора и наилази на љутитог Јолуа који жели да га пребије, јер је оставио Ењу уплакану (иако то није савим јасно због небулозних редакцијских дијалога између Кена и Јолуа).